# Proiectul Internațional de Asistență pentru Refugiați
Proiectul Internațional de Asistență pentru Refugiați (PIAR) - în engleză, IRAP, își propune să organizeze studenții la drept și avocații pentru a dezvolta și aplica drepturile juridice și drepturile omului pentru refugiați și persoane strămutate. Inițial, a fost un proiect al Centrului Urban pentru Justiție din New York, fondat și condus de Becca Heller. Pe 23 decembrie 2018, IRAP a devenit o organizație independentă 501(c)(3).
IRAP (PIAR) are birouri în New York , Iordania și Liban. IRAP este reclamant în cazul International Refugee Assistance Project v. Trump și co-avocat în cazul Darweesh v. Trump.